# Molukse fluiter
De Molukse fluiter (Pachycephala griseonota) is een zangvogel uit de familie Pachycephalidae (dikkoppen en fluiters).

## Verspreiding en leefgebied
Deze soort is endemisch op de Molukken en telt vijf ondersoorten:
- P. g. lineolata: Soela-eilanden.
- P. g. cinerascens: noordelijke Molukken.
- P. g. examinata: Buru (zuidelijke Molukken).
- P. g. griseonota: Ceram (zuidelijke Molukken).
- P. g. kuehni: Kei-eilanden.

## Status
De grootte van de populatie is niet gekwantificeerd maar de soort wordt omschreven als schaars tot algemeen. Op de Rode lijst van de IUCN heeft deze soort de status niet bedreigd.